# Сара Паркак
Сара Хелен Паркак — американський археолог і єгиптолог,  яка використовувала супутникові зображення для виявлення потенційних археологічних пам'яток у Єгипті, Римі та інших місцях колишньої Римської імперії. Вона є професором антропології та директором Лабораторії глобального спостереження в Університеті Алабами в Бірмінгемі. У партнерстві зі своїм чоловіком Грегом Мамфордом вона керує проектами досліджень і розкопок у Файюмі, Синаї та Східній дельті Єгипту.

## Освіта
Паркак народилася в Бангорі, штат Мен, і отримала ступінь бакалавра з єгиптології та археології в Єльському університеті в 2001 році, а також ступінь доктора філософії. з Кембриджського університету. Вона є професором антропології в Університеті Алабами в Бірмінгемі (UAB); до цього вона була викладачем єгипетського мистецтва та історії в університеті Уельсу, Суонсі.
Під час навчання в Єльському університеті Паркак брала участь у своїх перших із багатьох розкопок у Єгипті, а також у курсі дистанційного зондування.

## Кар'єра
З 2003 по 2004 рік Паркак використовувала супутникові знімки та дослідження поверхні, щоб виявити місця археологічного інтересу, деякі з яких датуються 3 тис. р. до н.е. Робота Паркак полягає у спробах знайти дрібні відмінності в топографії, геології та рослинному світі. Супутники, які реєструють інфрачервоні хвилі, здатні розрізняти диференціацію хлорофілу рослин, що може відрізнити менш здорові рослини, які ростуть над прихованими спорудами.
У партнерстві зі своїм чоловіком, доктором Грегом Мамфордом, вона керує проєктами дослідження та розкопок у Фаюмі, Синаї та Східній дельті Єгипту. Вони використовували супутникові знімки для пошуку джерел води та археологічних пам'яток. За словами Паркак, такий підхід скорочує час і вартість визначення археологічних об'єктів порівняно з виявленням на поверхні.
У 2007 році вона заснувала Лабораторію глобального спостереження в Університеті Алабами в Бірмінгемі.
У 2009 році супутникові знімки використовувалися, щоб знайти діри в землі як докази ескалації мародерства в Єгипті.
У 2011 році в новинах BBC говорилося, що вона «відкрила» 17 раніше невідомих пірамід в Єгипті, а також понад 1000 гробниць і 3000 поселень. Державний міністр у справах старожитностей доктор Захі Хавасс розкритикував цей звіт, заявивши, що він «неточний», і ВВС вибачилася. Жодна з 17 пірамід, які, як стверджувалось, відкрила Паркак, так і не була знайдена. Уряд Єгипту однак вирішив «розробити загальнонаціональний проект супутникових зображень для спостереження за археологічними пам'ятками з космосу та захисту їх від пограбування, незаконного будівництва будинків та інших посягань». Єгипетське національне управління дистанційного зондування та космічних наук робить те саме.
У 2015 році вона виграла премію TED у розмірі 1 мільйон доларів за 2016 рік.
У 2016 році вона отримала нагороду American Ingenuity Award від журналу Smithsonian у категорії «Історія». Того ж року Паркак та її команда стверджували, що на основі супутникових знімків ідентифікували друге відоме місце вікінгів у Північній Америці, розташоване в Ньюфаундленді. Після подальшого наземного дослідження виявилося, що це не місце вікінгів і не має археологічного значення. Її команда також визначила велику церемоніальну платформу в Петрі та працювала над супутниковою картою всього Перу для краудсорсингового проекту під назвою GlobalXplorer.
У 2020 році вона отримала стипендію Меморіального фонду Джона Саймона Гуггенхайма 2020.

## Документальні фільми
У травні 2011 року Бі-Бі-Сі показало документальний фільм «Загублені міста Єгипту», в якому розповідається про спонсороване Бі-Бі-Сі дослідження, яке проводила команда Паркак протягом року з використанням інфрачервоних супутникових зображень з комерційних супутників і супутників НАСА. Програма обговорювала дослідження та показала, що Паркак у Єгипті шукає речові докази. Команда UAB оголосила, що вони «відкрили» 17 пірамід, понад 1000 гробниць і 3000 стародавніх поселень за межами Са-ель-Хагара, Єгипет. Однак державний міністр у справах старожитностей Захі Хавасс критично поставився до цієї заяви та сказав: «Це абсолютно невірна інформація. Будь-який археолог це повністю заперечить».
У травні 2012 року вона була об'єктом півгодинної програми The Next List на CNN, у якій описуються інноватори, «які встановлюють тенденції та роблять успіхи в різних сферах».
Вона була в центрі уваги «Втраченої імперії Риму», телевізійного документального фільму Дена Сноу, вперше показаного на BBC One 9 грудня 2012 року. Вона визначила можливі місця в Румунії, Набатеї, Тунісі та Італії, включаючи арену в Портусі, маяк і канал до Риму біля річки Тибр.
Спільне виробництво BBC з PBS, NOVA/WGBH Boston і French Television, серіал Vikings Unearthed (перша трансляція 4 квітня 2016 р.) показав використання Сарою супутникових зображень для виявлення можливих залишків присутності норвежців / вікінгів у Пойнт-Роуз, Ньюфаундленд. У 2015 році Паркак заявила, що залишки, ймовірно, можуть бути залізною рудою, рештками «дернової стіни та смаженого болота»; однак розкопки, проведені в 2016 році, довели, що вона помилялася і що «дернова стіна і накопичення болотної залізної руди» насправді були результатами природних процесів.

## Публікації
У 2009 році видавництво Routledge опублікувало її книгу «Супутникове дистанційне зондування для археології», в якій описувалося методологія супутникової археології. В рецензії на Antiquity написано, що вона зосереджена «більше на технічній методології, ніж на інтерпретації та аналізі», описано роботу Паркак як «написану в живому стилі, який робить високотехнічну тему доступною для широкої аудиторії», і зроблено висновок, що це «хороший вступ для студентів бакалаврату археології, антропології та географії».
У липні 2019 року вона опублікувала книгу «Археологія з космосу: як майбутнє формує наше минуле», яка отримала премію Археологічного інституту Америки імені Феліції А. Холтон у 2022 році.<ref>News — Announcing the 2022 Award Winners. Archaeological Institute of America. 12 листопада 2021. Процитовано 31 березня 2022.</ref